# 华潘省
华潘省（寮語發音：[kʰwɛ̌ːŋ hwǎː pʰán]）是老挝东部的一个省，首府桑怒。

## 行政区划
- 桑怒县（ຊຳເໜືອ）
- 相科县（香科 ຊຽງຄໍ້）
- 维扬通县（ວຽງທອງ）
- 维扬赛县（万塞 ວຽງໄຊ）
- 华门县（华孟县，华芒 ຫົວເມືອງ）
- 桑代县（孟桑德 ຊຳໃຕ້）
- 索包县（索宝 ສົບເບົາ）
- 埃县（孟尔 ແອດ）
- 孟宋 Xon